# 208917 Traviscarter
208917 Traviscarter este un asteroid din centura principală de asteroizi.

## Descriere
208917 Traviscarter este un asteroid din centura principală de asteroizi. A fost descoperit pe 10 octombrie 2002 la Apache Point Observatory în cadrul programului Sloan Digital Sky Survey. Asteroidul prezintă o orbită caracterizată de o semiaxă mare de 2,79 ua, o excentricitate de 0,08 și o înclinație de 3,9° în raport cu ecliptica.